# ストラテジックエージェンシー
ストラテジックエージェンシー（英: strategic agency）は、従来の広告代理店及び広告制作会社、コンサルティング会社、システム会社の業務領域を融合し、すべての領域にまたがるサービスを一貫して顧客企業に提供する新たな業態定義のことを指す造語である。

## 概要
ストラテジック（英: strategic）は「戦略的な」「戦略（上）の」「戦略上重要な」、エージェンシー（英: strategic）は「代理社」「取次店」「特約店」「仲介」「斡旋」（あつせん）「媒介」「世話」「（ある結果をもたらす）力」「作用」「働き」「代理する」であり、本来の意味においても「企業の戦略を代理」提供を目的とし、顧客企業にとってなくてはならない存在となる新たなサービス概念である。広告代理店及び広告制作会社、コンサルティング会社、システム会社の業務領域にまたがり、戦略的な施策から、企業に提供する制作物、その実行までを一貫して提供することが特長であり、新たな存在の企業のパートナー会社の事業ドメインを指すことが多い。
例えば、コンサルティング会社は、顧客企業に企業戦略を始め戦略的な知見に基づいて企業に課題解決策を提供する。広告代理店は、本来広告枠を企業に販売し販売手数料を受け取る会社を指し、現在日本ではマーケティング領域において企業のサポートや課題解決策を提供する領域も提供している。
広告制作会社は、広告代理店からマーケティング上の課題解決に伴う企画や実制作を請け負う会社であり、CMをはじめとした映像、WEBサイト、イベント・展示会、グラフィックなど各領域において専門性を活かして制作物を提供する会社である。制作プロダクションとも言われる。各々細分化された専門領域に特化していることも多く、総合的にサービスを提供している会社もまた多い。特に広告代理店の子会社として所属する広告制作会社はその傾向が高いと言える。
システム会社は、主に企業の情報システムを、設計・開発・保守運用管理までを請け負う開発会社を指す。大手通信会社や電機会社のシステム部門が独立したり、商社の部門、製造業の情報システム部門が独立子会社化するなど、その来歴は様々である。昨今の複雑化した企業運営において、情報システムの需要はさまざななニーズを抱えていることからパッケージソフトや個別の専門システムなど提供されるシステムは多岐にわたる。
「コンサルティング」「広告制作」「システム」の各領域において企業へは、個別に提供されてきた様々な解決策だが、その効果は往々にして限定的な検証であったため、高額な予算を投じて実施できる大手企業が中心となって解決策の策定・採用がされてきた。しかし、経営資源の限られる中堅・中小企業にとっては必要に応じて提携するべきパートナーとなる会社を選定することは非常に時間や労力がかかる状況となっていた。そのことに対する問題意識から主に2000年代後半から提唱されてきた概念が「ストラテジックエージェンシー」であり、特に2009年以降、リーマン・ショックにおける世界経済の不透明化・不安定化を期に一部に注目される概念となった。

### 企業側から見たストラテジックエージェンシーの必要性
企業にとってのパートナー会社の多くは、専門領域に特化している。コンサルティング・広告・CRMツールそれぞれに特化する専門化されたサービスであるからこそ、効果の高い施策が提供できる。しかしながら、激変市場や変化する消費者心理を分析すると、専門化されたサービスだけでは解決できない課題もある。
企業経営は、あらゆる要素が複雑に絡み合う中での舵取りが業績に直結する。変化の激しいマーケットに対応するためにすべき事は多種多様。そこには、新たな企業戦略をサポートできるパートナー会社をつくる必要があった。。

### マーケティングとストラテジー
広告代理店においてマーケティングプランナーという呼称が、大手代理店はどの会社もストラテジックプランナーという呼び方を採用していることが多い。マーケティングとストラテジーは何が違うのだろうか。ストラテジーとは戦略という意味で、いわば戦争用語だ。対してマーケティングとは競争相手に打ち勝つというより、市場とか顧客に対してどう自社をポジショニングするかという概念になる。
中小代理店はコンペの作業をするときに、まず出発点がユーザーインサイトになるし、作業が滞るとそれに立ち返ることで原点を見直していると思う。比べて大手代理店はマーケティングの作業うんぬんよりも、どうすれば勝つことができるかにこだわるし、企画が止まるとコンセプトやインサイトというより、勝つための条件を読みなおしている人が多いかもしれない。

## 業務に関わる職種
ストラテジックエージェンシーにおいて、業務に携わる職務資格は正確には定められておらず、各社において独自の要件が設定されている。概ね共通する概念として、専門職、スペシャリストが各々の領域において能力を提供することが多く見られる。また、その能力に応じて職制、職域が設定されていることが多い。
しかし、各社共通して「ストラテジスト」（strategist）と呼称される職種が存在することが特徴的である。ストラテジストは金融業界においてもみられる職種だが、ストラテジックエージェンシーでは、企業の経営や戦略における、情報収集・精査、調査分析、戦略コンセプト立案、戦略立案、戦略に則った各種打ち手の立案・実行、効果検証・分析など広範囲に渡って企業をサポートする業務に携わる職種を言う。
ストラテジストに必要とされる能力には、論理的思考力、創造的問題解決能力、コミュニケーション能力、他、高度かつ広範囲のスキルが求められる。一般的に経営戦略論やクリティカル・シンキング、マーケティング論、などを修得したMBA号の取得者、保持者ということとなる。

## ストラテジックエージェンシーに該当する会社
- ストラテジックパートナーズ株式会社